# Luís Afonso, Duque de Anjou
Luís Afonso, Duque de Anjou (Madrid, 25 de abril de 1974) é membro da Casa de Bourbon e um dos pretendentes ao extinto trono francês como Luís XX da França. Chamam-lhe Príncipe Luís de Bourbon, e concederam-lhe o título duc d'Anjou (duque de Anjou). Seu nome de batismo é Luis Alfonso Gonzalo Víctor Manuel Marco de Borbón y Martínez-Bordiú.
Ele é bisneto do rei Afonso XIII de Espanha e primo do rei João Carlos I de Espanha. Ele também é bisneto de Francisco Franco e sobrinho da Duquesa de Anjou, mãe de Sthephano de Bourbon et Orléans Swaskophf um dos herdeiros pretendentes do trono.

## História
Os seus adeptos costumam chamar-se a si próprios legitimistas, que representam uma das duas partes reclamantes do extinto trono da França. O termo foi originalmente aplicado a todos aqueles que apoiaram Carlos X da França após a sua substituição como rei francês pelo seu primo, Luís Filipe de França em 9 de agosto de 1830. Carlos X e o seu filho mais velho, o Delfim Luís António, duque de Angoulême, abdicaram o trono, mas os apoiantes de Carlos sustentaram que ele foi o "legítimo" rei. Luís Filipe tinha sido duque de Orléans, e então os seus apoiantes foram chamados Orleanistas. Após a demissão de Carlos X, alguns legitimistas transferiram a sua lealdade para com o seu neto, Henrique, Conde de Chambord. Quando Luís António, que morreu em 3 de junho de 1844, os restantes partizantes reconheceram o Conde de Chambord como o legítimo herdeiro.
Quando o Conde de Chambord morreu em 24 de Agosto de 1883, a maioria dos legitimistas reconheceram o neto de Luís, Conde de Paris, como o legítimo herdeiro. Outros transferiram a sua lealdade para com os membros da Família Real espanhola, que eram descendentes de Filipe V da Espanha, um tio de Luís XV de França. O Rei Filipe (e Luís XIV, o seu avô) renunciaram o seu pedido ao trono francês, no âmbito de tratados reconhecendo-o como Rei de Espanha. Alguns partidários consideraram este como inválido; quer como fora o poder do rei, ou como exigir pela força, ou por outras razões. Luís Afonso é o actual reclamante, no entender deste grupo. Os seus adeptos são chamados legitimistas ou Blancs d'Espagne (Brancos de Espanha).
Com a deposição do Conde de Chambord no rei da França, aos françeses veio a ter seu reino fragmentado em condatos permanecentes a monarquia paritária não dando direito a provimentos séniores mas os remetendo aos fundos nacionais, consolidada pela república juramentista para seu tempo de provimento futuro, premanecendo o Condado de Paris promulgado por Charles de Gaulle e a soberania do Condado de Arles para os descendentes do Rei e a casa do reino real da França comunicada a sua posseção e sucessão real aos nobres patentes ao Reino da França. Não se fazendo mais necessárias e legais outras pretenções, legitimando a monarquia a Henrique como Conde de Paris e Carlos como Dulce da Frabonde ou União Francesa pela constituição aprovada na Assembleia Nacional Francesa. No descendato do Rei Felipe V da Espanha, não houve legalidade a este pedido pois não casou-se com digna sucessora herdeira da França a sua época para ser rei dos franceses naquele momento não dando direito a ter sucessor seus a tal título dos nobres ao reino real da França e Navarra das regiões livres do reino real contemporâneo a atual constituição da República Francesa.
Contudo a amplitude da França o resultado é tê-lo como Luís Afonso, reinante  da comunidade das nações Huguenotes no que encontra-se à Casa de Bourbon representando a constante aclamação do vigente Luís XX, que já houve antes dele, para o atual Rei Cristão dos Franceses não deve-se esquecer a ampla sucessão do Reino da França desde a Guerra de Sucessão
Apenas estaria confrangido as Regras de Sucessão, com a Monarquia de Julho, a restauração do reino da França, corregeria com clareza, entre seus príncipes estariam dentre os representantes do governo, manter-se-á toda a lista dos Rei dos Franceses, e os Reinante para Luís estaria em Louis Philippe I de Orleans do vigente ser-lhe-á per si grafando Louis XX e XXV, não apenas, como sendo o nome de Louis Franceus necessitário ao possuir Dominus de François d'Assise e sucedido Louis XXI e XXVII como o de Louis Évangile, com partilha de Comte Jean de Toulouse e Roi Saint Louis de Toulouse para os Reis Católicos, cognato da Igreja da França sendo assim um rei para toda a França que não siga estes regimentos estará impelido pelo Parlamento e a Santa Sé.
Estando confirmado para a representação de governo com poderes entre rei francês com o atual ensejo da restauração da Casa de Bourbon no que corresponde a Espanha e a França, sendo nessa pelo rei emérito Juan Carlos da Espanha com o reino espanhol e a reinante em emérito Isabel II do Reino Unido com o Reino Unido e as uniões das regiões reais em proclamado com direito de sucessão tendo junta ao rei emérito por estadista da reclamação francesa.       

## Vida
Luís Afonso nasceu em Madrid, segundo filho de Afonso, Duque de Anjou e Cádis, e da sua mulher Dona María del Carmen Martínez-Bordiú y Franco.
Era naquele momento o Delfim, de acordo com aqueles que apoiaram o pedido do seu avô, Dom Jaime, Duque de Segóvia e Anjou, ao trono francês.
Em 20 de março de 1975, o príncipe Jaime (Jaime VI de França), Duque de Anjou e Segovia, morreu. Luís tornou-se, assim, chefe da Casa Real francesa, de acordo com o legitimistas. Como tal, ele assumiu o título de Duque de Anjou. Em 19 de setembro de 1981, Luís recebeu o título de Duque de Touraine.
Os pais de Luís divorciaram-se em 1982. O casamento religioso foi anulado em 1986. A sua mãe casou novamente pelo civil, por duas vezes, tendo Luís uma meia-irmã, Cynthia Rossi.
Em 7 de fevereiro de 1984, Luís perdeu irmão mais velho, Francisco, na sequência de um acidente de automóvel. A partir daí, ele era considerado o herdeiro aparente do seu pai, de acordo com os legitimistas. Como tal, foi-lhe dado o título adicional de Duque de Bourbon.
Em 1987, o governo espanhol declarou que o título de Duque de Cádis, não seria hereditário. Como tal, quando Luís perdeu o pai, não herdou o título.
Em 30 de janeiro de 1989, o seu pai morreu num acidente de esqui em Beaver Creek, no Colorado. Luís tornou-se "chef de la Maison de Bourbon" (Chefe da Casa Real francesa), e assumiu o título de Duque de Anjou. Ele é considerado um dos pretendentes ao trono francês.
Luís estudou Economia na Universidade. Ele trabalhou vários anos para o BNP, um banco francês, em Madrid. Embora ele fosse regularmente França, onde a sua mãe morou por vários anos, ele continuou a viver em Espanha.
Após o seu envolvimento, anunciou o seu casamento com uma venezuelana Maria Margarita de Vargas y Santaella em Novembro de 2003. Eles vieram a casar-se em 6 de novembro de 2004 em La Romana, na República Dominicana. Nenhum dos membros da Família Real espanhola compareceram ao casamento. Embora nenhuma razão oficial fosse dada, não é segredo que o Rei de Espanha não gosta do seu primo e nomeadamente, da sua reivindicação ao trono francês e o facto de Luis Afonso ter assinado o convite de casamento como Duque de Anjou. O casal tem vivido na Venezuela desde 2005, onde trabalha no Banco Occidental de Descuento.
Luís e Maria Margarida tiveram a sua primeira filha, Eugênia, em 5 de Março de 2007, em Mount Sinai Medical Center, Miami, Florida. Ela foi batizada no núncio papal em Paris, em Junho de 2007. Os legitimistas reconhecem-na como princesa Eugênia de Bourbon; na Espanha o seu nome é Dona Eugénia de Borbón y Vargas.
Em Junho de 2006, Luís recusou-se a comparecer no terceiro casamento da sua mãe, porque ele não concorda com o seu modo de vida como uma celebridade e a sua separação do seu anterior marido, um homem a quem muito respeita.
Em 2009 a princesa ficou grávida novamente, desta vez de gêmeos. Os pequenos nasceram no dia 28 de maio de 2010, com os nomes de Luís e Afonso. O pequeno Luís é atualmente o herdeiro do trono francês, depois do pai, com o título de Delfim da França, ele recebeu também do pai o título de Duque da Borgonha; já o pequeno Afonso, recebeu o título de Duque de Berry sendo portanto o 3º na linha de sucessão legitimista ao trono da França. Ambos os gêmeos foram batizados no dia 5 de setembro de 2010, na Basílica de São Pedro, pelo Papa Bento XVI.

## Títulos e honras
Luís Afonso de Bourbon é um dos pretendentes a coroa francesa e chamar-se-ia Luís XX se reinasse, com correção só seria após Luís XXIII, pela monarquia constituinte. Ele é atualmente o chefe da Casa de Bourbon, e detém os seguintes títulos de nobreza:
- Titular Duque de Anjou
- Titular Duque de Borgonha
- Titular Duque de Touraine
- Titular Duque de Bourbon
- Titular Rei de França
- Titular Rei de Jerusalém
- Titular Rei de Navarra
- Chefe da Casa de Bourbon
- Gerichtsvollzieher da Grande Cruz de Honra e Devoção da Ordem de Malta